# Monteverdi Hai 450 SS
La Monteverdi Hai 450 SS è un'autovettura sportiva realizzata dalla Automobile Monteverdi nel 1970.

## Sviluppo
La Hai 450 SS rappresenta la prima vettura a motore centrale costruita dalla piccola azienda svizzera di Basilea. Venne presentata al pubblico per la prima volta al salone automobilistico di Ginevra del 1970.

## Tecnica

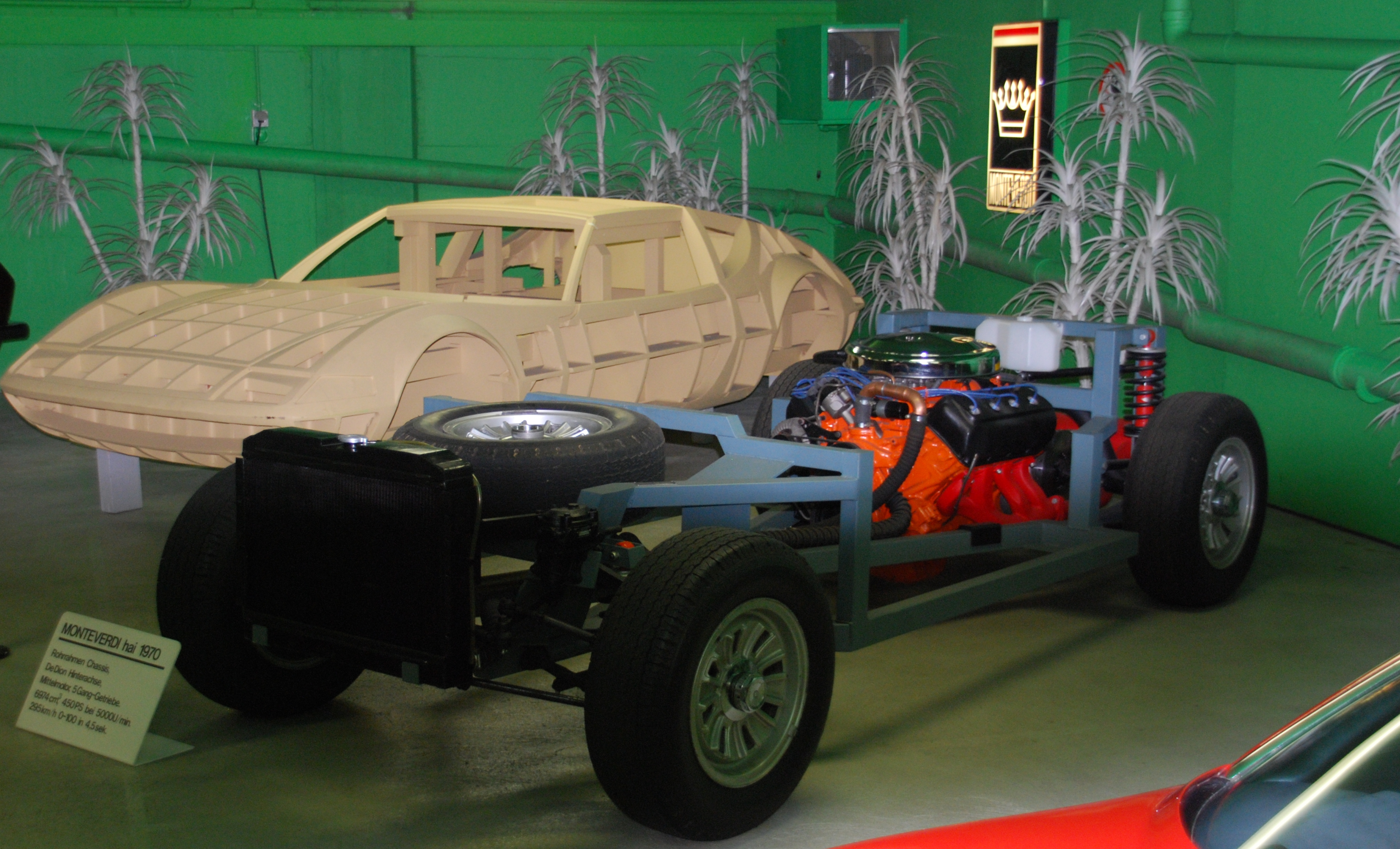
Il telaio, dietro di esso una maquette di legno.

Il telaio era costituito da un traliccio di tubi in alluminio a sezione rettangolare, mentre il propulsore era un Chrysler V8 Hemi 426 che erogava la potenza di 390 CV ed era gestito da un cambio manuale ZF a cinque rapporti. Il motore era posto direttamente all'interno dell'abitacolo, alle spalle dei sedili anteriori, e permetteva alla vettura di accelerare da 0 a 100 km/h in 4,9 secondi, con velocità massima di 295 km/h. La carrozzeria era stata disegnata dalla Fissore di Savigliano. La sospensione anteriore era a ruote indipendenti con bracci oscillanti, molle elicoidali e ammortizzatori telescopici, mentre quella posteriore era dotata di un ponte De Dion, parallelogramma di Watt, molle elicoidali e ammortizzatori telescopici. L'impianto frenante era costituito da freni idraulici a disco, mentre lo sterzo a vite e rullo. Gli pneumatici montati erano GR 70 VR15 e il serbatoio aveva una capacità di 120 litri di carburante.